# Pavel Novotný (celník)
Pavel Novotný (* 1965) je bývalý český celník, v letech 2007–2014 generální ředitel Generálního ředitelství cel Celní správy ČR.

## Kariéra
Vystudoval Agronomickou fakultu Vysoké školy zemědělské v Praze a Fakultu právnickou Západočeské univerzity v Plzni.
Jako celník začal pracovat v roce 1993. Od roku 2002 byl náměstkem ředitele Celního úřadu Plzeň a v roce 2004 se stal ředitelem Celního ředitelství Brno, avšak na této pozici vydržel pouze krátce. Od roku 2005 totiž působil jako první zástupce generálního ředitele Generálního ředitelství cel Celní správy České republiky. Ke dni 1. března 2007 jej ministr financí Miroslav Kalousek ustanovil do funkce generálního ředitele Generálního ředitelství cel. Dne 8. května 2011 jej prezident Václav Klaus jmenoval brigádním generálem.
V červenci 2014 rezignoval k 31. srpnu 2014 na post generálního ředitele Generálního ředitelství cel a ke stejnému datu požádal o propuštění ze služebního poměru.

## Osobní život
Je ženatý, má jedno dítě.